# 社學
社學，即村社所辦學校，為地方小學，主要教育八到十五歲的兒童或少年。社學始設於元代，明清沿襲。「州、縣設學多在城市，鄉民居住遼遠不能到學者，於大鄉巨堡，各置社學」。
在一些地區，社學是義務教育的重要承擔機構。

## 台灣
清朝初期，台灣各地即普遍設有社學，並有「漢人社學」與「土番社學」之分。「漢人社學」，於始於康熙二十二年，台灣知府蔣毓英，於東安坊設置社學二所；至康熙末年，朱一貴事變後，社學制度逐漸廢弛，義學代以興盛，所有社學多變為義學。社學一辭，到了乾隆年間，成為諸子以文會友之場所，有文昌祠即設有社學，原來的意義近失盡失。「土著社學」，係專為熟番而設，康熙二十五年，諸羅縣令樊維屏，在其轄區內四番社（新港社、目加溜灣社、蕭壠社、麻豆社）各設社學一所，是為發端；康熙三十四年，台灣知府靳治揚到任之初，大量創設社學。乾隆年間為其鼎盛時期，嘉慶年間，由於熟番急速漢化，原來的土著社學，逐漸變成一般的漢民義學。